# Cyrtopogon leptotarsus
Cyrtopogon leptotarsus är en tvåvingeart som beskrevs av Charles Howard Curran 1923. Cyrtopogon leptotarsus ingår i släktet Cyrtopogon och familjen rovflugor.
Artens utbredningsområde är Ontario. Inga underarter finns listade i Catalogue of Life.